# کد پستی در ژاپن

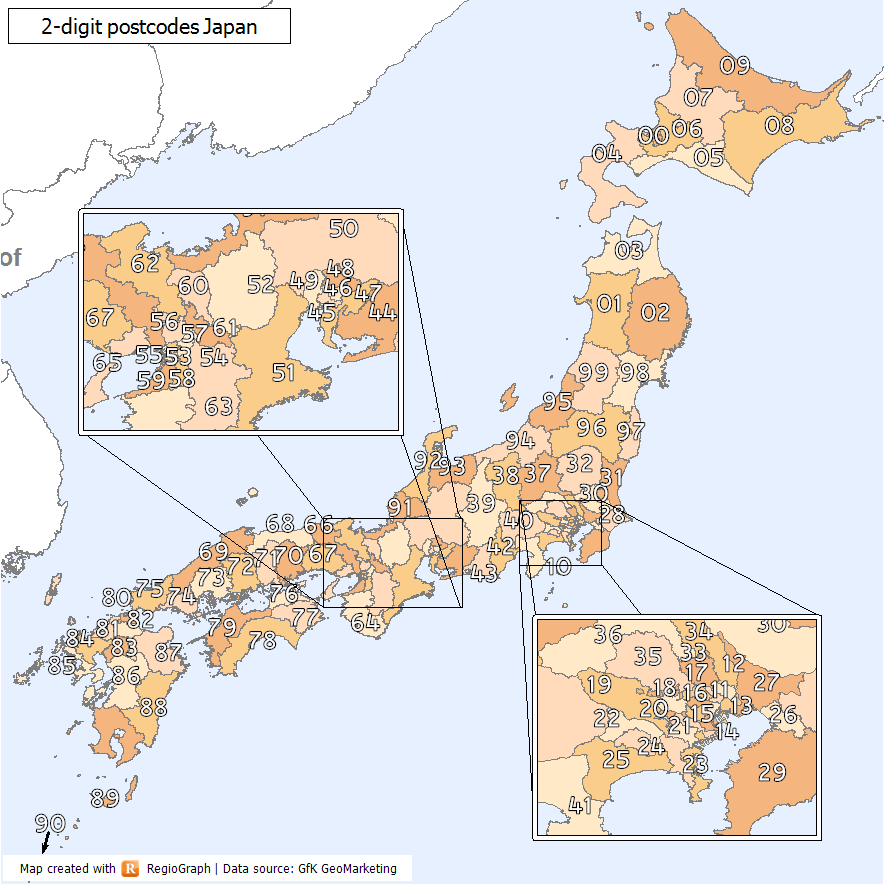
کدپستی ۲ رقمی ژاپن

کد پستی در ژاپن (انگلیسی: Postal codes in Japan) کد پستی در ژاپن کدهای عددی ۷ رقمی با فرمت NNN-NNNN هستند که N یک رقم است. دو رقم اول به یکی از ۴۷ استان‌های ژاپن اشاره دارد. به عنوان مثال، ۴۰ برای استان یاماناشی، رقم بعدی برای یکی از مجموعه ای از شهرهای مجاور در استان (۴۰۸ برای هوکوتو، یاماناشی دو رقم بعدی برای یک محله و آخرین رقم برای یک شهر یا بخش فرعی دیگر (۴۰۸–۰۳۰۱ تا ۴۰۸–۰۳۰۷ برای محله موکاوا-چو در هوکوتو).